# Chval ze Rzavé
Chval ze Rzavé (též ze Rzavého) byl český šlechtic, za vlády krále Václava IV. byl purkrabím na Vyšehradě, lenním vlastníkem hradu Kostelec nad Sázavou a držitelem statků na jihozápadní Moravě. Jeho manželkou byla Eulálie. Z dětí je znám pouze syn Jan.

## Život
Chval ze Rzavé(ho) na Táborsku se psal po tvrzi stávající ve vsi (na polní trati zvané „na zámku"). V roce 1352 je společně s Vlčkem z Dobronic uváděn při prodeji Sedlčan Chvalův bratr Rynhart ze Rzavého. Roku 1373 zakoupil s bratry Předvojem z Vražného a Rynhartem Novou Ves / Neudorf u Starého Hobzí. Chval vlastnil také vsi Čermákovice (zaniklá ves) a Modletice. V roce 1375 markrabě Jan prohlásil Novou Ves za léno, které Předvojovi přidělil. Chval, oblíbenec krále Václava IV., měl z jeho pokynu v roce 1381 drancovat majetky Jana z Michalovic, zastánce arcibiskupa Jana z Jenštejna. Na oplátku mu přední čeští páni: Jan z Michalovic, Jindřich III. z Rožmberka, Petr z Vartenberka a Kosti a Heřman a Beneš z Choustníka pohrozili smrtí.
V roce 1384 je Chval připomínán jako purkrabí na Vyšehradě a kolem roku 1385 obdržel od krále Václava IV. dědičně manský hrad Kostelec nad Sázavou. Bratra Předvoje z Vrážného král Václav obdaroval polovicí poplužního dvora v Kozojedech, tu pak odkoupil s platy v Tuněchodech a Slatiňanech Mikeš z Čankovic. V prosinci roku 1386 se Chval ze Rzavé zúčastnil v Praze zasedání zemského soudu království českého, v jehož čele zasedal markrabě Jošt. Roku 1386 prodal se souhlasem markraběte Jošta Heřmanovi z Hradce vsi Čermákovice a Modletice. V roce 1390 byl už mrtev a v roce 1408 je připomínána vdova Eulogie (Eulalie) z Netvořic.
V roce 1390 obdaroval markrabě Jošt za Chvalovy služby jeho osiřelého syna Jana Stonařovem. Jan držel Stonařov krátce, jelikož jeho poručníci Markvart z Pořešína a Oldřich z Maříže (bratři Oldřich a Ješek na tvrzi) Stonařov obratem prodali Vojkovi z Ústrašína a jeho bratrům Janovi z Hodic (též se psal po Ústrašíně) a Marešovi z Ústrašína. Jan byl již v roce 1395 mrtev a odumřelé kostelecké zboží obdržel Ješek, probošt královské kapituly Všech svatých v Praze. 
Od Chvala a Jana ze Rzavé pocházel rod Lapáčků ze Rzavé, předků malíře Jana Zrzavého.
My, Zerzawy, (ze Rzavého) jsme potomky prastarého českomoravského rodu rytířského, který, jak je písemně doloženo, sehrál významnou roli ve 14. století v jihozápadní Moravě, ve středních Čechách a ve zlaté Praze na Vyšehradě. Chval ze Rzavého jako „králův milec” českého krále Václava IV...Můj 10. předek Jan Lapáček ze Rzawy, narozen r. 1569 v Dobronicích jihozápadně od Tábora, zemřel v r. 1634 v Krakově. Uprchl v náboženských zmatcích třicetileté války v r. 1622 se svou rodinou do Polska (Krakov, Sendomierz atd.). Teprve po válce se vrátil jeho syn Jan a vnuk Martin přes Veletov nad/Labem, přes faru Konárovice zpět do Čech a odtud jeli se zastávkami do Krucemburku. Náš rod se nazýval od počátku 14. století podle vsi a rezavé barvy tvrze Rzawy u Tábora.
Profesor Hermann Zerzawy z Vídně